# Lucius Pomponius Bassus
Lucius Pomponius Bassus (fl. 118) est un homme politique de l'Empire romain.

## Biographie
Il est le fils de Titus Pomponius Bassus.
Il est consul suffect en 118.
Il se marie avec Torquata, probablement une fille de Lucius Volusius Saturninus, et est le père de Lucius Pomponius Bassus Cascus Scribonianus. Il est probablement aussi le père de Caius Pomponius Camerinus.